# Proton (Software)
Proton ist eine auf Wine basierende quelloffene Software, die von Valve in Kooperation mit CodeWeavers entwickelt wird. Ziel von Proton ist es, Steam-Spiele, die für Windows erstellt wurden, auch unter Linux spielen zu können. Proton verwendet zur Implementierung von DirectX 11 und DirectX 12 die Computergrafik-Programmierschnittstelle Vulkan. Dadurch soll die Kompatibilität und die Leistung erhöht werden. Außerdem bietet Proton laut Valve eine bessere Multithreading-, Controller- und Vollbildunterstützung als Wine. Seit Anfang 2019 kann Proton auch dann explizit verwendet werden, wenn eine native Linux-Version des Spiels existiert. Außerdem kann seitdem Proton auch für Steam-fremde Spiele genutzt werden, allerdings muss dazu der Steam-Client installiert sein. Diese Möglichkeiten sind für Spiele gedacht, die schlecht optimiert wurden oder für Linux nicht mehr weiterentwickelt werden.
Eine der größten Einschränkungen sind Anti-Cheat-Tools, da die Kompatibilität hier meist von den Entwicklern der Tools, sowie den Spieleentwicklern abhängt. Offiziell ist Proton mit Easy Anti-Cheat und BattleEye kompatibel. Dies muss zusätzlich von den Spieleentwicklern implementiert werden. Auf der Website AreWeAntiCheatYet.com sammeln Nutzer den aktuellen Stand der Anti-Cheat-Kompatibiltät einzelner Spiele. 
In der Proton-Datenbank Protondb wird der aktuelle Kompatibilitätsstand eines Spiels angezeigt. Diese Datenbank wird hauptsächlich von Benutzern gefüllt. Die Datenbank gibt außerdem eine Übersicht über alle Spiele hinweg, wie weit sie bereits Linux-kompatibel sind.